# Плавання на Чемпіонаті світу з водних видів спорту 2023 — естафета 4x100 метрів вільним стилем (жінки)
Змагання з плавання в естафеті 4x100 метрів вільним стилем серед жінок на Чемпіонаті світу з водних видів спорту 2023 відбулися 23 липня 2023 року.

## Рекорди
Перед початком змагань світовий рекорд і рекорд чемпіонатів світу були такими:
| Світовий рекорд          | Австралія | 3:29.69 | Токіо (Японія)           | 25 липня 2021 |
| Рекорд чемпіонатів світу | Австралія | 3:30.21 | Кванджу (Південна Корея) | 21 липня 2019 |

Під час змагань встановлено такі світові рекорди.
| Дата     | Заплив | Країна    | Час     | Рекорд |
| -------- | ------ | --------- | ------- | ------ |
| 23 липня | Фінал  | Австралія | 3:27.96 | WR     |

## Результати

### Попередні запливи
Попередні запливи розпочалися о 13:03 за місцевим часом.
| Місце | Заплив | Доріжка | Країна          | Плавчині | Час     | Примітки |
| ----- | ------ | ------- | --------------- | --- | ------- | -------- |
| 1     | 2      | 4       | Австралія       | Шейна Джек (52.28) Бріанна Тросселл (53.95) Меґ Гарріс (52.55) Медісон Вілсон (52.74)                            | 3:31.52 | Q        |
| 2     | 2      | 5       | США             | Торрі Гаск (53.55) Олівія Смоліга (52.91) Максін Паркер (54.34) Еббі Вейтцейл (52.54)                            | 3:33.34 | Q        |
| 3     | 2      | 6       | Нідерланди      | Кім Буш (54.66) Мілу ван Війк (54.84) Сем ван Нунен (53.87) Марріт Стінберген (52.13)                            | 3:35.50 | Q        |
| 4     | 2      | 3       | Велика Британія | Анна Гопкін (54.10) Люсі Гоуп (53.79) Еббі Вуд (54.64) Фрея Андерсон (53.45)                                     | 3:35.98 | Q        |
| 5     | 1      | 5       | Китай           | Ян Цзюньсюань (54.20) Ай Яньхань (54.09) Чжу Менхуей (54.56) У Цінфен (53.41)                                    | 3:36.26 | Q        |
| 6     | 1      | 3       | Швеція          | Сара Шестрем (52.89) Мішель Колеман (53.20) Сара Юневік (54.96) Софія Остедт (55.24)                             | 3:36.29 | Q        |
| 7     | 1      | 4       | Канада          | Меґґі Мак-Ніл (53.77) Мері-Софі Гарві (53.99) Кетрін Савард (54.47) Тейлор Рак (54.16)                           | 3:36.39 | Q        |
| 8     | 2      | 8       | Японія          | Рікако Ікее (54.51) Наґіса Ікемото (53.96) Юме Джінно (55.02) Ріо Сірай (54.22)                                  | 3:37.71 | Q        |
| 9     | 1      | 6       | Італія          | Чіара Тарантіно (54.95) Костанца Коккончеллі (54.14) Емма Менікуччі (54.50) Софія Моріні (54.34)                 | 3:37.93 |          |
| 10    | 2      | 7       | Франція         | Беріль Гастальделло (54.50) Лісон Новачик (54.36) Марі-Амбре Молу (55.05) Ассія Туті (54.61)                     | 3:38.52 |          |
| 11    | 2      | 2       | Бразилія        | Ана Кароліна Вієра (54.46) Стефані Балдуччіні (53.92) Селін Соуза Біспо (55.20) Джованна Діаманте (55.41)        | 3:38.99 |          |
| 12    | 1      | 9       | Гонконг         | Камілла Чен (56.05) Шівон Хогі (52.59) Там Хой Лам (55.36) Стефані Ау (55.93)                                    | 3:39.93 | NR       |
| 13    | 1      | 2       | Угорщина        | Петра Шенанскі (55.10) Дора Молнар (55.41) Лілла Мінна Абрахам (54.38) Ніколетт Падар (55.13)                    | 3:40.02 |          |
| 14    | 1      | 0       | Данія           | Сігне Бро (55.39) Юліє Кепп Єнсен (54.58) Емілі Бекманн (55.75) Гелена Росендаль Бах (55.49)                     | 3:41.21 |          |
| 15    | 1      | 8       | Ірландія        | Мона Макшеррі (55.98) Деніелл Гілл (55.51) Ерін Ріордан (55.50) Вікторія Каттерсон (54.76)                       | 3:41.75 |          |
| 16    | 2      | 1       | Іспанія         | Кармен Вейлер (55.58) Айнгоя Кампабадаль (54.98) Афріка Саморано Санс (55.61) Паула Джусте (56.36)               | 3:42.53 |          |
| 17    | 1      | 7       | ПАР             | Аймі Канні (54.95) Емма Челіус (56.28) Мілла Дракопулос (57.85) Трініті Герн (56.46)                             | 3:45.54 |          |
| 18    | 2      | 0       | Таїланд         | Камончанок Кванмуанг (57.70) Саовані Боонамфай (59.86) Фіангхван Павапотако (1:01.10) Дженджира Срісаард (58.18) | 3:56.84 |          |
| 19    | 1      | 1       | Сінгапур        | DNS | DNS     | DNS      |
| 19    | 2      | 9       | Мексика         | DNS | DNS     | DNS      |

### Фінал
Фінал відбувся о 21:32 за місцевим часом.
| Місце | Доріжка | Країна          | Плавчині                                                                                 | Час     | Примітки |
| ----- | ------- | --------------- | ---------------------------------------------------------------------------------------- | ------- | -------- |
| 1     | 4       | Австралія       | Моллі О'Каллаган (52.08) Шейна Джек (51.69) Меґ Гарріс (52.29) Емма Маккеон (51.90)      | 3:27.96 | WR       |
| 2     | 5       | США             | Гретчен Волш (54.06) Еббі Вейтцейл (52.71) Олівія Смоліга (52.88) Кейт Дуглас (52.28)    | 3:31.93 |          |
| 3     | 2       | Китай           | Чен Юйцзє (53.39) Ян Цзюньсюань (53.53) У Цінфен (52.64) Чжан Юйфей (52.84)              | 3:32.40 | AS       |
| 4     | 6       | Велика Британія | Анна Гопкін (53.67) Люсі Гоуп (53.53) Еббі Вуд (54.19) Фрея Андерсон (52.51)             | 3:33.90 |          |
| 5     | 7       | Швеція          | Сара Шестрем (52.24) Мішель Колеман (53.11) Сара Юневік (54.71) Луїс Ганссон (54.11)     | 3:34.17 |          |
| 6     | 3       | Нідерланди      | Кім Буш (55.05) Сем ван Нунен (54.13) Мілу ван Війк (54.39) Марріт Стінберген (51.84)    | 3:35.41 |          |
| 7     | 1       | Канада          | Саммер Макінтош (54.99) Меґґі Мак-Ніл (53.07) Мері-Софі Гарві (54.57) Тейлор Рак (53.99) | 3:36.62 |          |
| 8     | 8       | Японія          | Рікако Ікее (55.09) Наґіса Ікемото (53.62) Юме Джінно (55.26) Ріо Сірай (54.64)          | 3:38.61 |          |